# إدوارد جي وفغرين
إدوارد جي وفغرين (بالإنجليزية: Edward J. Lofgren) (و. 1914 – 2016 م) هو فيزيائي من الولايات المتحدة الأمريكية . ولد في شيكاغو .
توفي عن عمر يناهز 102 عاماً.

## التعليم
تعلم في جامعة كاليفورنيا، بركلي

## مناصب وهيئات
أدار جامعة كاليفورنيا (بركلي).